# Merritt C. Mechem
Merritt Cramer Mechem (Ottawa, Kansas; 10 de octubre de 1870-Albuquerque, Nuevo México; 24 de mayo de 1946) fue un político estadounidense miembro del Partido Republicano que se desempeñó como gobernador de Nuevo México de 1921 a 1923.

## Biografía
Mechem nació en Ottawa, condado de Franklin, Kansas, hijo de Homer C. Mechem y Martha Davenport. Se graduó de la escuela pública en Kansas y asistió a la Universidad de Kansas y la Universidad de Ottawa en Ottawa, Kansas. Fue admitido en el colegio de abogados en 1893. Después de ejercer la abogacía en Fort Smith, Arkansas durante diez años, trasladó su práctica legal a Tucumcari, Nuevo México a los 32 años en 1903.
El 12 de febrero de 1910, en Santa Fe, el juez Mechem se casó con la señorita Eleanor Frances O'Heir, oriunda de Chicago, Illinois.
En septiembre de 1917, en un famoso intento de silenciar a la prensa, el juez Mechem condenó al editor del New Mexican por desacato criminal por publicar una historia sobre la declaración jurada del juez en un caso separado por difamación contra el periódico. La condena por desacato fue rápidamente revocada, pero el caso de difamación subyacente no fue desestimado hasta octubre de 1919.